# Fabian Raunig
Fabian Raunig (* 7. August 1993) ist ein österreichischer American-Football-Spieler auf der Position des Safetys.

## Werdegang
AFC Vienna Warlords
Raunig begann bei den Vienna Warlords mit dem American Football und kam dort sowohl als Defensive Back als auch als Kicker zum Einsatz. Nach der Saison 2018, in der die Warlords erst im Iron Bowl den Telfs Patriots unterlagen, wurde er teamintern als wertvollster Defensivspieler ausgezeichnet.
Danube Dragons
Zur AFL-Saison 2021 wechselte Raunig zu den Danube Dragons. 2022 wurde er mit den Dragons österreichischer Meister. Dabei verzeichnete Raunig 33,5 Tackles, womit er sein Team anführte. Während der regulären Saison hatte er zudem in Prag mit einem 95 Yards Fumble Return seinen ersten Touchdown in Österreichs höchster Spielklasse erzielt.
2024 kehrte der Safety zurück und konnte erneut in Prag mit einem Fumble Return einen Touchdown erzielen.
In derselben Saison gewann Raunig mit den Danube Dragons die CEFL Bowl XVIII in Chur gegen die Calanda Broncos mit 14-27. Der Defensive Back erzielte im Finalspiel einen Forced Fumble, welchen er für 35 Yards zum Touchdown retournierte, eine Interception und drei Solotackles.
Raiders Tirol
Für die Saison 2023 unterschrieb Raunig einen Vertrag bei den Raiders Tirol aus der European League of Football.
Nationalmannschaft
Raunig debütierte im Oktober 2021 beim Spiel um Platz fünf der Europameisterschaft 2021 gegen Dänemark in der österreichischen Nationalmannschaft. 2022 nahm er an den Gruppenspielen der Europameisterschaft 2023 teil und wurde folglich Europameister. 2024 bestritt Raunig erneut die Gruppenspiele gegen Ungarn (58-3) und Serbien (78-0) und qualifizierte sich mit dem Team für die Endrunde der Europameisterschaft 2025.

## Privates
Raunig maturierte 2012 am Bundesgymnasium und Bundesrealgymnasium Schwechat. Er schloss nach seinem Bachelor in Umwelt- und Bioressourcenmanagement an der Universität für Bodenkultur Wien einen Master in Produktmarketing und Innovationsmanagement an der Fachhochschule Wiener Neustadt ab.